# NGC 3437
NGC 3437 este o emission-line galaxy⁠(d) situată în constelația Leul. A fost descoperită în 12 martie 1784 de către William Herschel. Se află la o distanță de 24,21 de megaparseci de Pământ.